# Paolo Zanetti
Paolo Zanetti (* 16. Dezember 1982 in Valdagno) ist ein ehemaliger italienischer Fußballspieler und heutiger -trainer. Seit Sommer 2024 ist er der Cheftrainer von Hellas Verona.

## Spielerkarriere
Paolo Zanetti begann seine Profikarriere bei Vicenza Calcio. Er debütierte am 21. Januar 2001 im Heimspiel gegen Brescia Calcio in der höchsten Spielklasse. Nach der Saison 2000/01 stieg er mit dem Verein als Drittletzter in die Serie B ab und verbrachte mit der Mannschaft auch die folgenden zwei Jahre in der zweithöchsten Liga. In der Saison 2002/03 konnte er sich einen Stammplatz in der Mannschaft erkämpfen. Seinen ersten Profitreffer erzielte er am 31. August 2002, dem ersten Spieltag jener Saison, im Heimspiel gegen den CFC Genua. Dies war in jener Partie zugleich der Siegtreffer für die Lanerossi. Zum Saisonende wurde er Aufstieg in die Serie A jedoch verfehlt und der Erstligist FC Empoli nahm ihn unter Vertrag. Nach einer Spielzeit, in der Zanetti in 13 Ligaspielen auflief, folgte der Abstieg in die Zweitklassigkeit.
Als Erstplatzierter der Saison 2004/05 gelang die sofortige Rückkehr in die Serie A. Danach verlor er seinen Stammplatz bei Empoli und wurde im Sommer 2006 zu Ascoli Calcio verkauft. Dort gelang ihm wieder der Sprung in die Stammelf, am 33. Spieltag der Saison 2006/07 erzielte er sein erstes Tor in der höchsten Spielklasse. Er traf in Auswärtsspiel bei Catania Calcio zum 1:3 für Ascoli Calcio, die Partie endete mit einem 3:3-Unentschieden. Schließlich stieg er mit dem Verein erneut in die Serie B ab und unterzeichnete daraufhin beim FC Turin.
Er erhielt bei den Turinern regelmäßige Einsätze im Ligabetrieb, doch er konnte sich nicht längerfristig einen Stammplatz sichern. Nach der Saison 2008/09 stieg er auch mit dem FC Turin in die Serie B ab. Im Januar 2010 gaben ihn diese leihweise an Atalanta Bergamo ab. Zum Saisonende kehrte der Mittelfeldmann wieder zum FC Turin zurück. Im Sommer 2011 wechselte er zum Ligakonkurrenten US Grosseto. Nach nur einem halben Jahr schloss er sich Sorrento Calcio an. 2013 wechselte Zanetti zur AC Reggiana und spielte dort bis zu seinem Karriereende 2014.
Zanetti absolvierte in den italienischen Junioren-Auswahlen von 2000 bis 2003 insgesamt 22 Länderspiele und erzielte zwei Tore.

## Trainerkarriere
Mit Ende seiner Spielerkarriere wechselte Zanetti in den Trainerstab der AC Reggiana, in dem er zwei Jahre aktiv war. Daraufhin übernahm er für ein Jahr die Jugendmannschaft Reggianas. 2017 übernahm er beim FC Südtirol seinen ersten Posten als Cheftrainer. Nach zwei Jahren wechselte er zu Ascoli Calcio, wo er im Januar 2020 beurlaubt wurde. Im Sommer 2020 wurde er neuer Trainer des FC Venedig.
Nachdem er mit Venedig 2021 den Aufstieg in die Serie A geschafft hatte, wurde er im April 2022 fünf Spieltage vor Ende der Saison 2021/22 quasi als Absteiger feststehend entlassen.
Von Juni 2022 bis September 2023 war er Trainer des FC Empoli.
Zur Saison 2024/25 übernahm er den italienischen Erstligisten Hellas Verona.